# Alouatta sara
Alouatta sara és una espècie d'aluata (un tipus de mico del Nou Món). És endèmic de Bolívia.